# Pinhão
Pinhão este un oraș în Sergipe (SE), Brazilia.